# Niellat

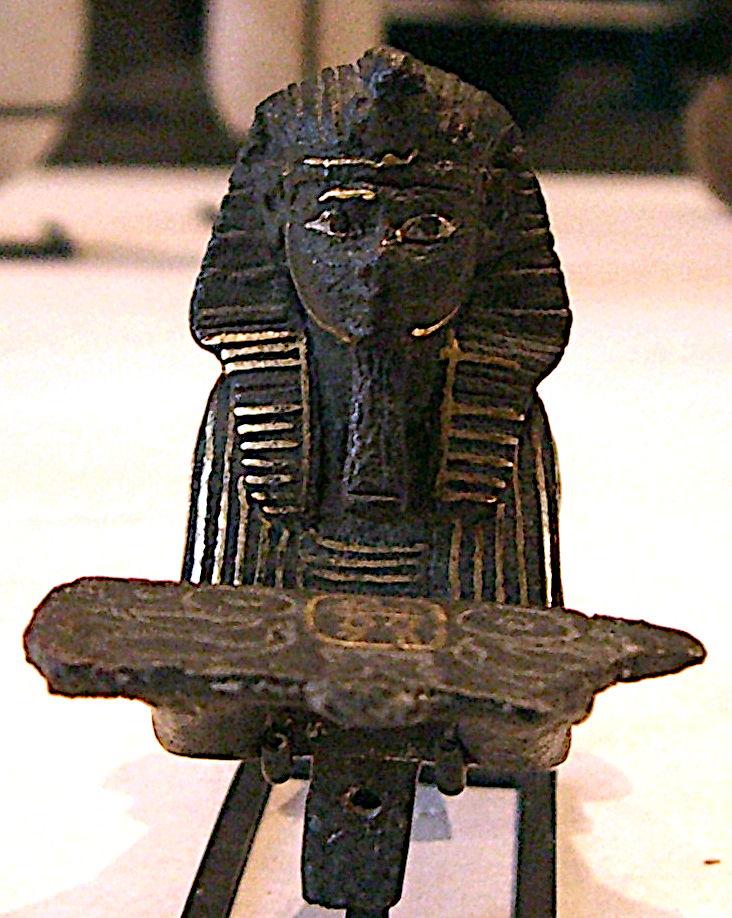

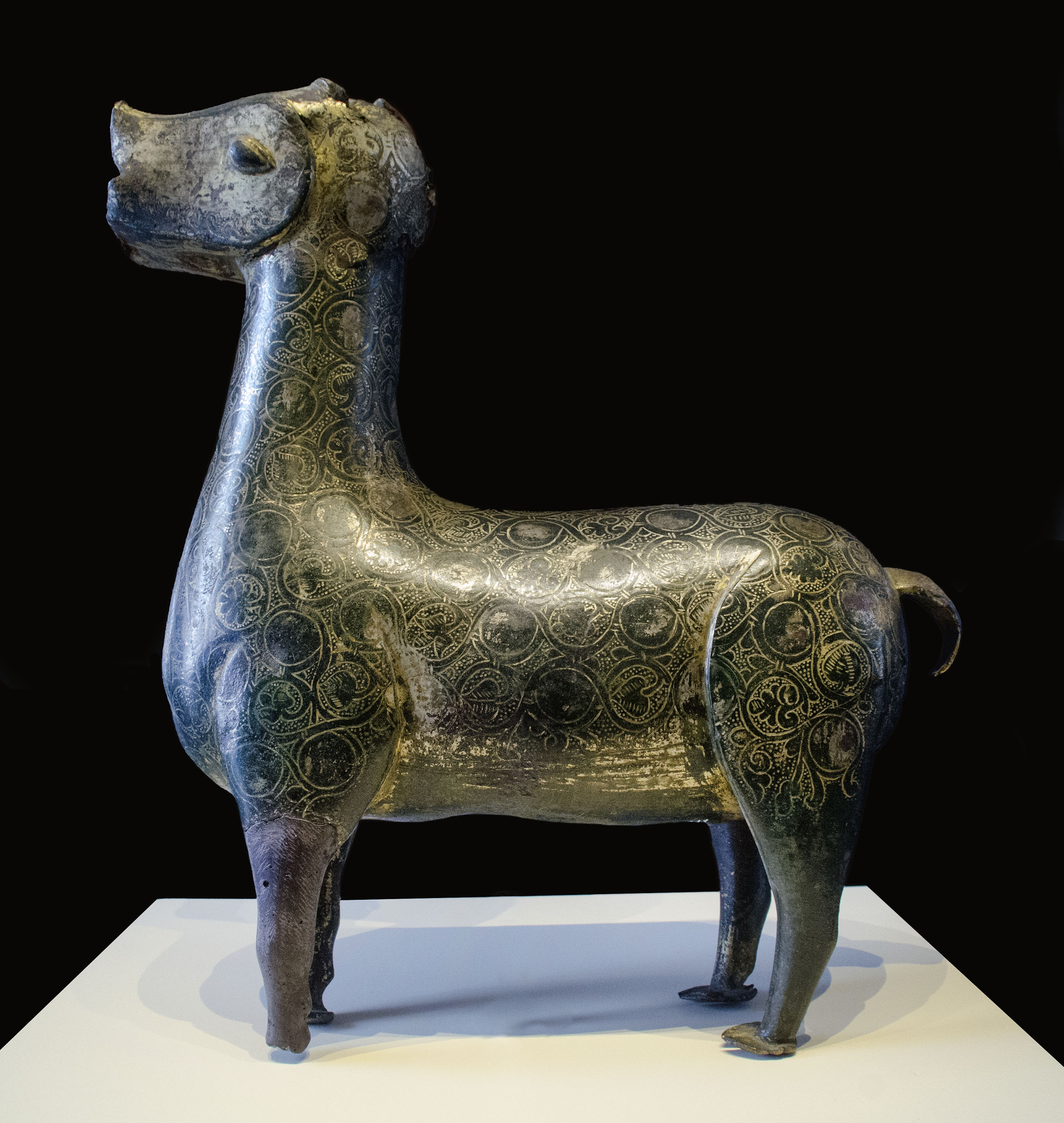

El niellat és una tècnica ornamental que s'obté mitjançant la incrustació de niell, un aliatge de plata, coure i plom fosos amb sofre (però es poden emprar altres metalls), generalment de color negre, en ranures o incisions practicades en el material de base, habitualment plata.
El seu nom ve del niell, que al seu torn prové del llatí nigullum > nigellu(m), diminutiu de niger, negre. L'ús del mot està registrat en català almenys des del segle XIV.
En l'orfebreria anterior al segle xi es va emprar per al niellat l'acantita, mineral de sulfur de plata. Posteriorment, va ser utilitzada una barreja fusible de sulfurs de coure i plata que corresponen al mineral stromeyerita. A aquesta barreja se li afegia en molts casos galena (sulfur de plom). El procediment emprat era semblant a l'esmaltatge, mitjançant cocció.
El niellat és un dels mètodes més antics per decorar la plata. Plini el Vell comenta la seva existència en l'antic Egipte (Història Natural, XXXI11, 131) i alguns exemplars han arribat fins a nosaltres. Existeixen també adorns niellats a punyals micènics (c 1500 aC). Durant la segona Edat del Ferro es va emprar abundantment. Ha aparegut orfebreria niellada en les tombes de diversos guerrers. A la península Ibèrica és freqüent trobar alguna espasa, falcata amb empunyadura amb forma de cavall o algun fermall de cinturó, etc.
Els romans van mantenir la tècnica del niellat adaptant als seus gustos decoratius, com l'arqueta d'esponsals, procedent de Esquilí (Museu Britànic), decorada amb motius cristians (segle iv). Es va seguir emprant en l'art romà d'Orient i l'anglosaxó. El romànic comporta un predomini del coure sobre els metalls preciosos i un ús creixent de l'esmalt que va en detriment del niellat, sense que aquest s'abandonés totalment.
Es va emprar profusament el niellat en l'orfebreria aràbiga, com en la magnífica cérvola de bronze (segle X) procedent de Madīnat al-Zahrā del Museu Arqueològic Nacional d'Espanya, a Madrid.